# Lista de líderes judeus na Terra de Israel
A seguir está uma lista de pessoas que estavam na posição de líderes da nação judaica, chefes de Estado e/ou governo na Terra de Israel.
Por causa da posição da Terra de Israel no judaísmo, os líderes dos habitantes da terra tinham um status de prioridade também sobre os judeus da Diáspora, embora houvesse períodos em que esse status enfraqueceu devido ao enfraquecimento do assentamento judaico na Terra de Israel. Por essa razão, entre outras, grandes esforços foram feitos pelos líderes judeus na Diáspora para imigrar para a Terra de Israel ao longo das gerações.

## Período dos Juízes

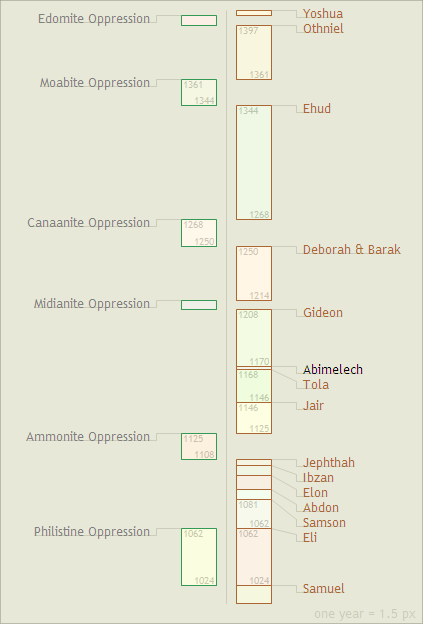
Linha do tempo dos juízes bíblicos (uma interpretação)

"Os juízes" foi um período em que indivíduos de diferentes das doze Tribos de Israel serviram como líderes em tempos de crise, no período anterior ao estabelecimento da monarquia em Israel.
- Josué, filho de Num, o sucessor de Moisés. Tribo de Efraim
- Otniel, filho de Quenaz. Tribo de Judá
- Eúde, filho de Gera. Tribo de Benjamim
- Sangar, filho de Anate. Tribo de Levi
- Débora, esposa de Lapidote
- Gideão, filho de Joás. Tribo de Manassés
- Abimeleque, filho de Gideão. Tribo de Manassés
- Tola, filho de Puá. Tribo de Issacar
- Jair HaGileadi. Tribo de Manassés
- Jefté HaGileadi. Tribo de Manassés
- Ibsã. Tribo de Judá
- Elom. Tribo de Zebulom
- Abdão, filho de Hillel, um Piratonita. Tribo de Efraim
- Sansão, filho de Manoá. Tribo de Dã
- Eli Hacohen, o sumo sacerdote em Siló. Tribo de Levi
- Samuel, filho de Elcana. Tribo de Levi
- Joel e Abias, filhos de Samuel. Tribo de Levi

## Casa de Saul
- Rei Saul (c. 1037–1010 a.C.) (Tribo de Benjamim)
- Rei Isbosete (II Samuel 2:8–9)

## Casa de Davi

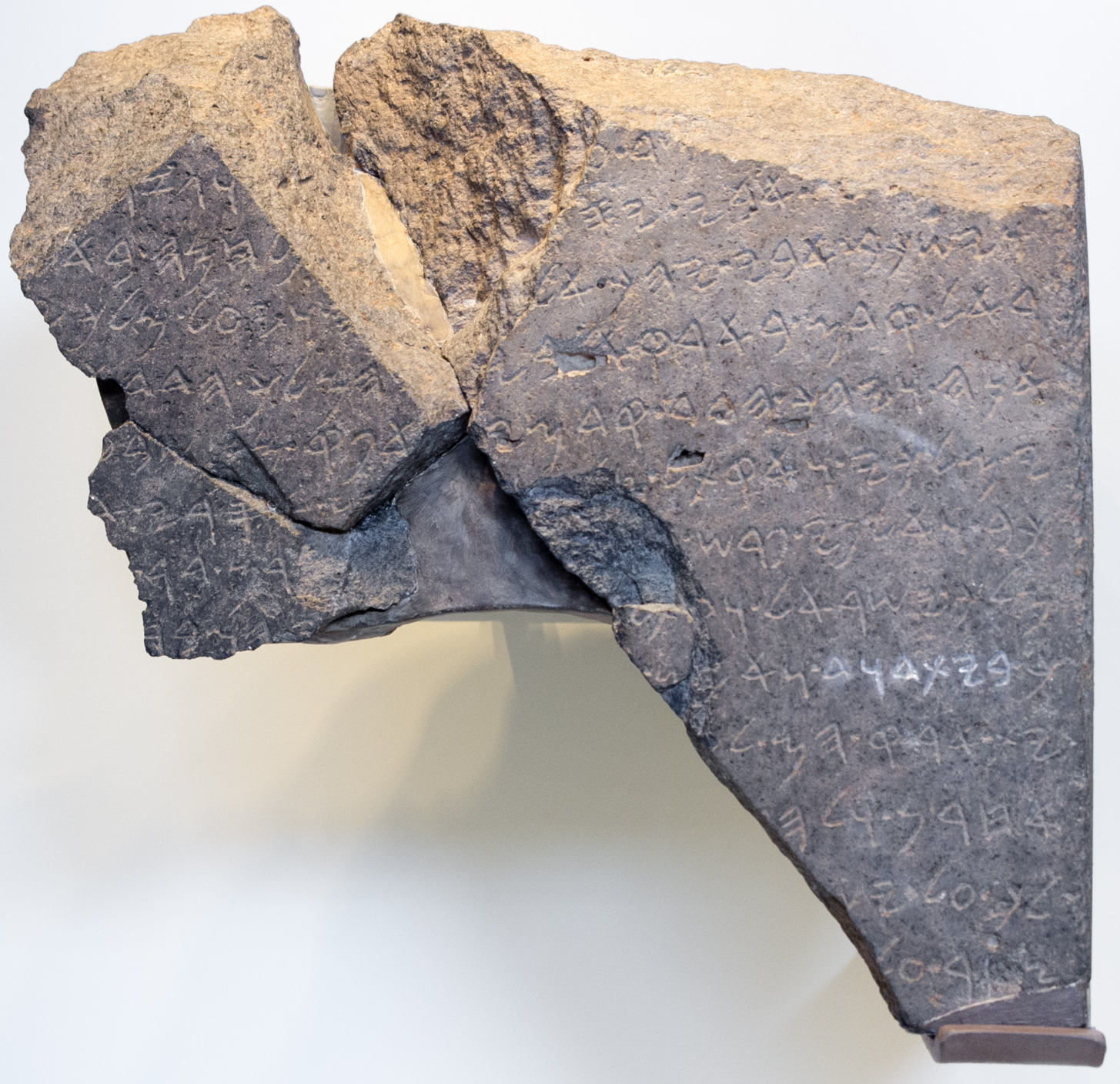
A Estela de Tel Dã é uma estela fragmentária contendo uma inscrição cananeia que data do século IX a.C. com referência à Casa de Davi

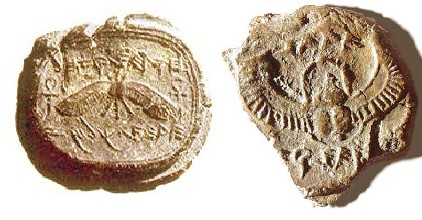
Selo real encontrado nas escavações de Ofel em Jerusalém, traz uma inscrição em escrita hebraica antiga que se traduz como: “Pertencente a Ezequias [filho de] Acaz rei de Judá”.

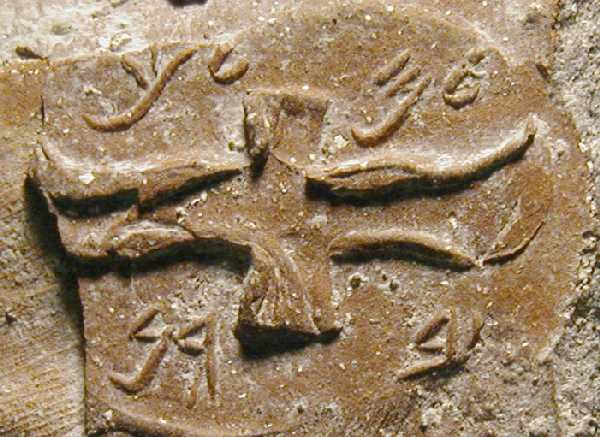
Os selos LMLK (com LMLK significando 'do rei') são antigos selos hebraicos estampados nas alças de grandes jarros de armazenamento, emitidos pela primeira vez no reinado do rei Ezequias (por volta de 700 a.C.)

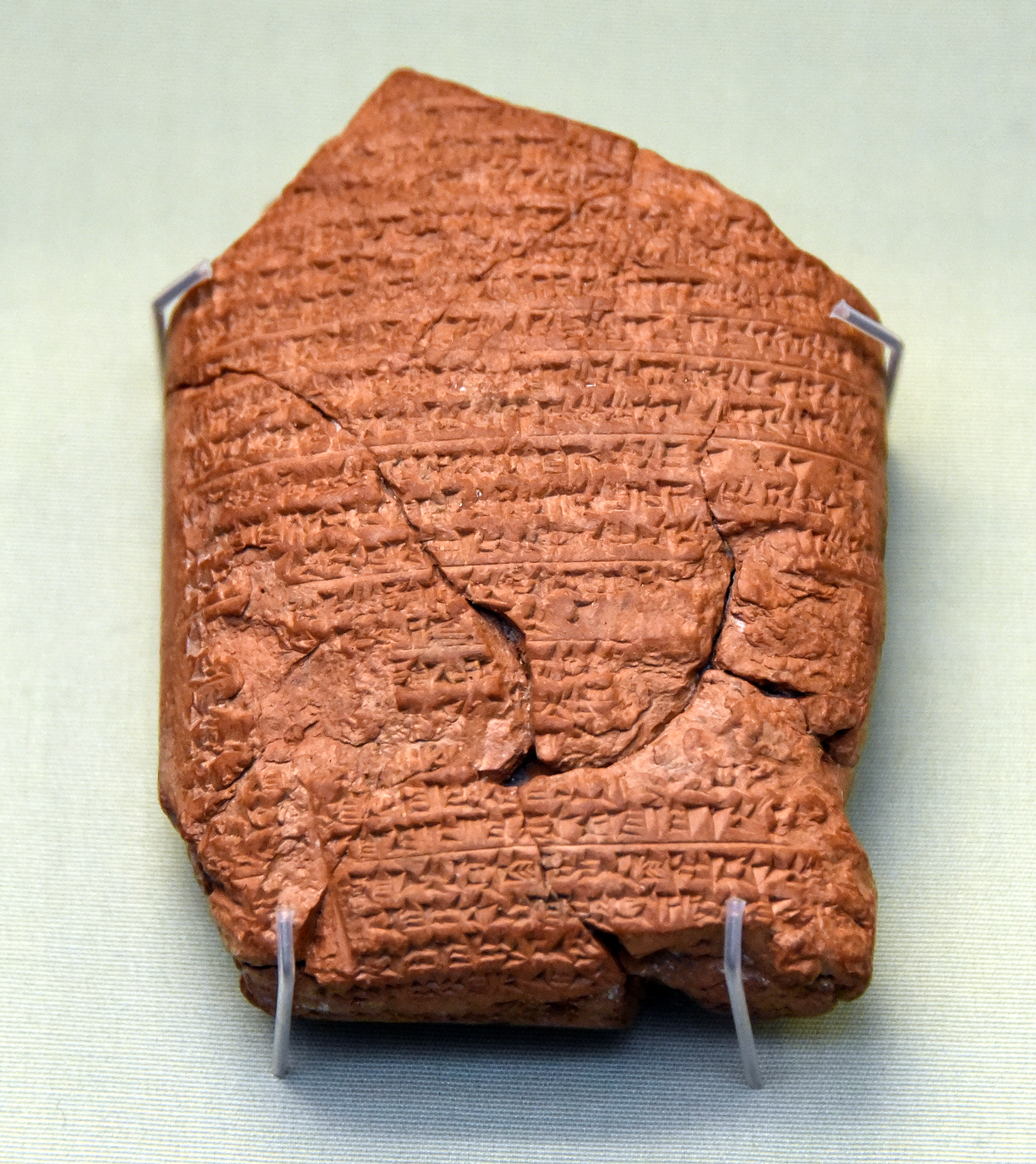
A inscrição cuneiforme neste tablete de argila destaca a conquista de Jerusalém por Nabucodonosor II e a rendição de Joaquim, rei de Judá, em 597 a.C.. Da Babilónia, Iraque.

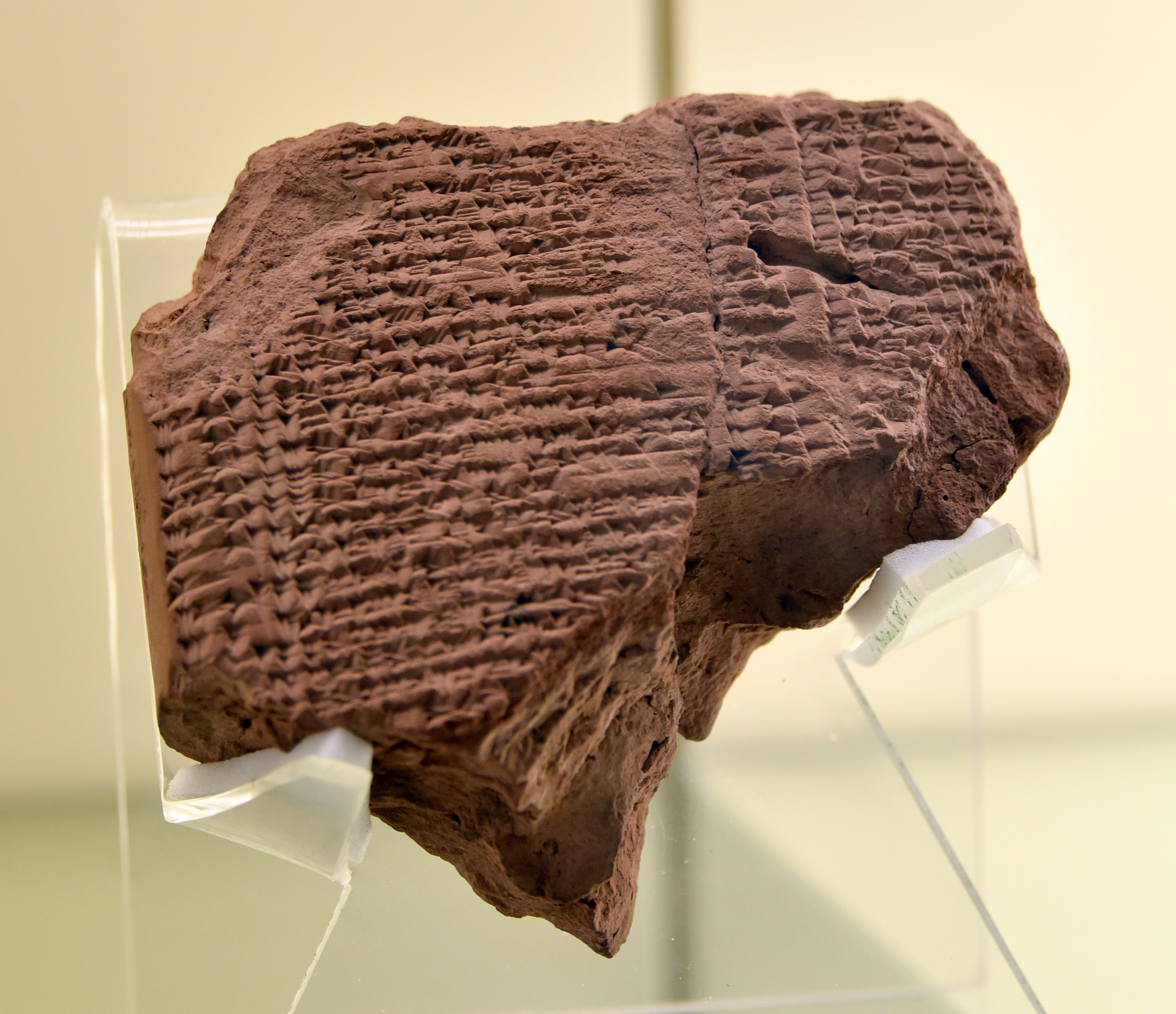
Tablete de argila. A inscrição cuneiforme acádia lista certas rações e menciona o nome de Jeconias (Joaquim), Rei de Judá, e o cativeiro babilônico. Da Babilónia, Iraque, c. 580 a.C..

- Rei David, Tribo de Judá (II Samuel 5:3) c. 1010–970 a.C. – que fez de Jerusalém a capital do Reino Unido de Israel.
- Rei Salomão (I Reis 2:12)
- Rei Roboão (I Reis 11:43)

### Após a divisão do reino
Depois que Roboão reinou três anos (1 Crônicas 11:17), o reino foi dividido em dois – o reino do norte de Israel sob Jeroboão I, com sua capital, primeiro em Siquém (Nablus), depois Tirza e finalmente Samaria, e governado por uma série de dinastias começando com Jeroboão; e o reino do sul de Judá com sua capital ainda em Jerusalém e ainda governado pela Casa de Davi. A lista a seguir contém os reis de Judá com os reis de Israel nos resumos. Ver também: as dinastias do reino do norte de Israel.
- Rei Abias (I Reis 14:31) c. 913-911 a.C.
- Rei Asa (I Reis 15:8) – sob cujo reinado, os seguintes foram reis em Israel: Nadabe, Baasa, Elá, Zinri, Onri e Acabe.
- Rei Jeosafá (I Reis 15:24) – sob cujo reinado, Acazias e Jeorão reinaram em Israel.
- Rei Jorão ben Jeosafá (I Reis 22:50)
- Rei Ocozias ben Jorão (II Reis 8:24) – sob cujo reinado, Jeú governou em Israel.
- Rainha Atália (II Reis 11:3) mãe de Ocozias
- Rei Joás (II Reis 11:21) – filho de Ocozias, sob cujo reinado, Jeoacaz e outro Jeoás governaram em Israel.
- Rei Amassias (II Reis 14:1) – sob cujo reinado, Jeroboão II governou em Israel.
- Rei Uzias referido como Azarias (II Reis 15:1) – sob cujo reinado, os seguintes governaram sobre Israel: Zacarias, Salum, Menaém, Pecaías e Peca.
- Rei Jotão (II Reis 15:32)
- Rei Acaz (II Reis 16:1) – sob cujo reinado, Oseias governou como último rei de Israel.
- Rei Ezequias (II Reis 18:1) – sob seu reinado, o Império Assírio conquistou e destruiu o reino do norte em 722 a.C., deixando apenas o reino do sul de Judá.
- Rei Manassés (II Reis 20:21)
- Rei Amom (II Reis 21:18)
- Rei Josias (II Reis 21:26)
- Rei Joacaz (II Reis 23:30) - filho de Josias
- Rei Joaquim (II Reis 23:34) - filho de Josias
- Rei Jeconias (II Reis 24:6) - filho de Joaquim
- Rei Zedequias (II Reis 24:17) – filho de Josias, último rei a governar sobre e em Judá. Derrubado pelo Império Caldeu (que sucedeu o Império Assírio) e exilado, junto com a maioria do resto da população, para aquele reino, onde seus 10 filhos foram executados na frente dele, então ele foi cegado e preso. [Todos pensaram que ele foi solto mais tarde junto com Jeconias (que foi preso cerca de 14 anos antes de Zedequias) quando Nabucodonosor morreu e foi sucedido por seu filho Evil Moredaque]
- Gedalias (II Reis 25:22–23) - filho de Aicam, conselheiro do Rei Josias; ele se tornou governador sobre o remanescente de Judá em sua terra natal e foi assassinado no ano seguinte [Isso encerrou todo o assentamento judaico em Israel naquele período]

## Governadores da Província Persa da Judeia

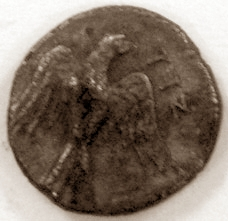
Anverso de uma moeda de prata Jeúde da Judeia, da cunhagem Jeúde na era persa, com falcão ou águia e inscrição aramaica YHD (Judeia). A denominação é um Ma'ah.

- Zorobabel, (Casa de Davi), (Esdras 3:8) filho de Sealtiel. No primeiro ano do reinado de Ciro, sucessor de Dario, os judeus foram autorizados a retornar à sua terra natal. Zorobabel liderou o primeiro grupo de retornados e governou na Judeia por dois anos. A data é geralmente considerada como tendo sido entre 538 e 520 a.C.[1] A Casa de Davi havia sobrevivido, mas lutou para recuperar seu lugar como a Casa governante de Israel.
- Neemias (Livro de Neemias) chegou a Jerusalém em 445 como governador de Judá, nomeado por Artaxerxes.[2]
- Ananias (Neemias 7:2)
- Josué, (Tribo de Levi)
- Esdras (Sumo Sacerdote) (457 a.C.) (Filhos de Zadoque)

- Joanã (sumo sacerdote) (c. 410–371 a.C.)
- Jadua (Sumo Sacerdote) (c. 350 a.C.)

## Dinastia Honio (Filhos de Zadoque – Sumos Sacerdotes)

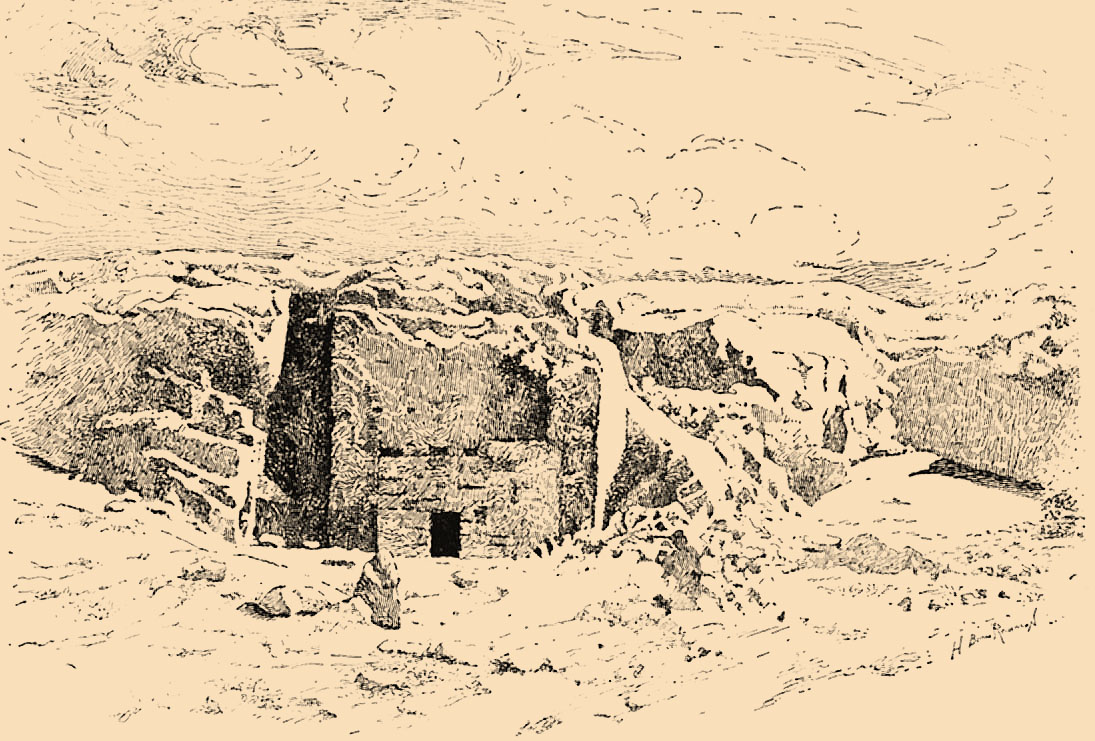
Tumba de Simeão, o Justo em Jerusalém, The Jewish Encyclopedia (antes de 1906)

- (332 a.C.) - O início do período helenístico na Judeia.
- Onias I (Sumo Sacerdote) (330–310 a.C.) (filho de Jadua), (Tribo de Levi)
- Simão I (sumo sacerdote) 310–291 ou 300–270 a.C. / Simeão, o Justo[a]
- Eleazar (sumo sacerdote) (c. 260–245 a.C.)
- Manassés (sumo sacerdote) (c. 245-240 a.C.)
- Onias II (Sumo Sacerdote)
- Simão II (sumo sacerdote) / Simeão, o Justo
- Onias III (Sumo Sacerdote)
- Jasão (sumo sacerdote) (175 a 171 a.C.)

## Dinastia asmoneana (168–37 a.C.)

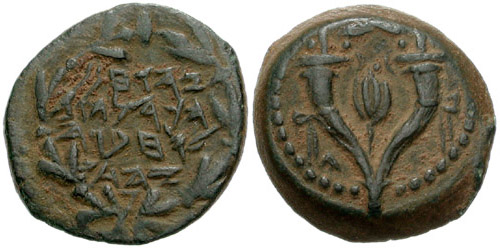
Judeia, Asmoneus. João Hircano I (Yehohanan). 135–104 a.C. Æ Prutah. "Yehohanan, o Sumo Sacerdote e o Conselho dos Judeus" (em hebraico).

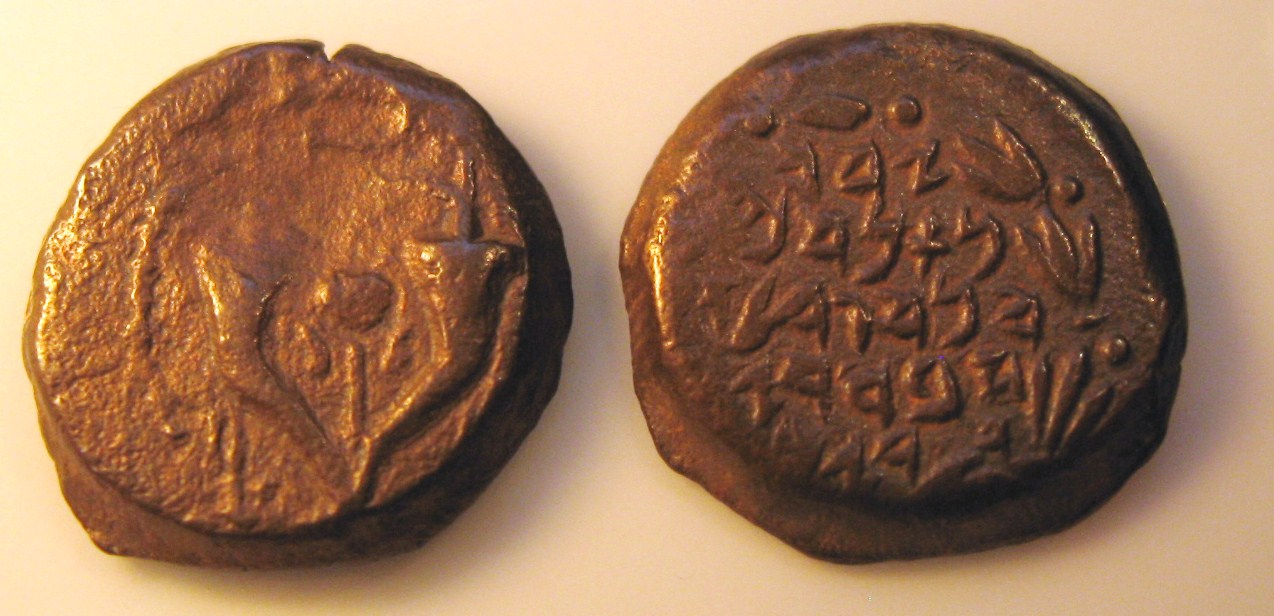
Judeia, Asmoneus. Uma moeda emitida por Alexandre Janeu 103-76 a.C.. De um lado está a inscrição (em hebraico) "Yonathan, o Sumo Sacerdote e o Amigo dos Judeus".

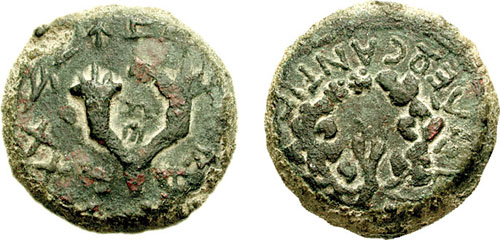
Judeia, Asmoneus. Uma moeda emitida por Antígono II Matatias. 40-37 a.C.

Os macabeus fundaram a dinastia asmoneana, que governou de 168 a.C. a 37 a.C., reafirmando a religião judaica e expandindo os limites da Terra de Israel por meio da conquista. No período pós-Macabeu, o sumo sacerdote era visto como aquele que exercia em todas as coisas, políticas, legais e sacerdotais, a autoridade suprema.
- Mattityahu – que começou uma guerra pela independência. (Tribo de Levi)
- Judas Macabeu – durante cujo reinado, Alcimus sucedeu Menelau como sumo sacerdote.
- Jônatas – assumiu o sumo sacerdócio.
- Simão – sucedeu seu irmão Jônatas como sumo sacerdote e também foi empossado como etnarca. Sob seu reinado, a Judeia ganhou sua independência.
- João Hircano – também sucedeu como etnarca e sumo sacerdote.
- Aristóbulo – sucedeu seu pai João Hircano I como sumo sacerdote e também foi empossado como rei.
- Alexandre Janeu – sumo sacerdote e rei.
- Salomé Alexandra – reinando apenas como rainha.
- Hircano II – sucedeu seu pai Alexandre como sumo sacerdote começando com o governo de Salomé. Tornou-se rei após a morte de Salomé.
- Aristóbulo II – sucedeu como sumo sacerdote e rei. Durante seu reinado, a Judeia perdeu sua independência e passou para o governo de Roma (63 a.C.), que o derrubou e reinstalou:
- Hircano II apenas como sumo sacerdote.
- Antígono – sumo sacerdote e rei.

## Dinastia herodiana (37 a.C. – 70 d.C.)
- Rei Herodes, o Grande

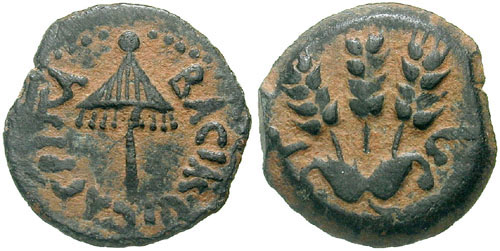
Moeda cunhada pelo rei Herodes Agripa I 37-44 d.C. Æ Prutah. Datada do ano 6 (41/2) d.C. BACILEWC AGRIPA.

Uma moeda emitida pelos rebeldes em 68 na Primeira guerra judaico-romana, observe a escrita paleo-hebraica. Anverso: "Shekel, Israel. Ano 3." Reverso: "Jerusalém, a Santa"

- Etnarca Herodes Arquelau (4 a.C. – 6 d.C.), governante da Samaria, Judeia e Idumeia, conhecido como Tetrarquia da Judeia

Depois de Arquelau e durante o período intermediário, o Sinédrio, fundado por Esdras, tornou-se o único governante do povo judeu na Judeia em conjunto com o Sumo Sacerdote, Os chefes, ou nesiim, do Sinédrio a partir de 20 a.C., eram Hilel, o Ancião, seu filho Shimon, e seu filho Gamaliel, cujo governo se estendeu até o reinado de:
- Rei Herodes Agripa I (41–44)
- Rei Herodes de Cálcis (41–48)
- Rei Herodes Agripa II (53–100). Em 66 d.C., a grande revolta começou contra Roma, resultando no cerco zelote ao Templo e culminando na destruição do Templo de Jerusalém em 70 d.C., a abolição do Sumo Sacerdócio e a derrota final em Massada em 73 d.C.

## Grande Sinédrio (80–429 d.C.)

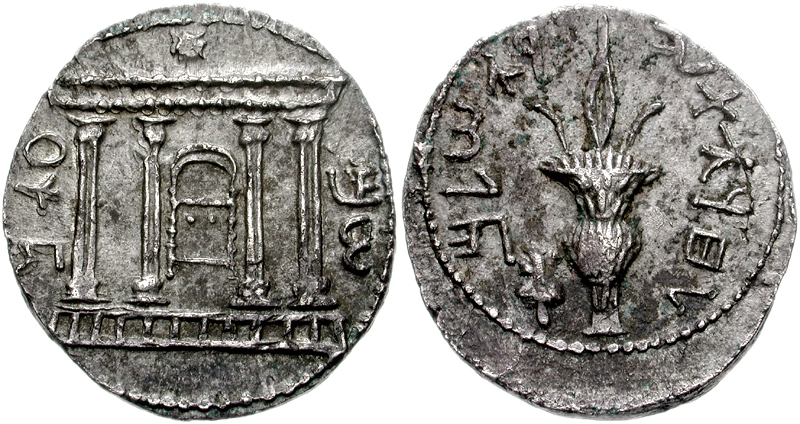
Shekel/tetradracma de prata da Revolta de Barcoquebas (132-135 d.C.). Anverso: a fachada do Templo Judaico com a estrela ascendente, cercada por "Simão". Reverso: Um lulav, o texto diz: "à liberdade de Jerusalém".

O Patriarcado era o corpo legalista governante dos judeus da Judeia e da Galileia após a destruição do Segundo Templo até cerca de 429 d.C.. Sendo um membro da casa de Hillel e, portanto, um descendente do rei David, o Patriarca, conhecido em hebraico como Nasi (príncipe), tinha autoridade quase real.
- Gamaliel II de Jamnia (80–115) - Concílio de Jamnia
- Eleazar ben Azariah (115–120) (Filhos de Zadoque)

Interregno (Revolta de Barcoquebas) (132–135)
- Judá bar Ilai c. 140 moveu o Sinédrio para Usha
- Simeão ben Gamaliel II

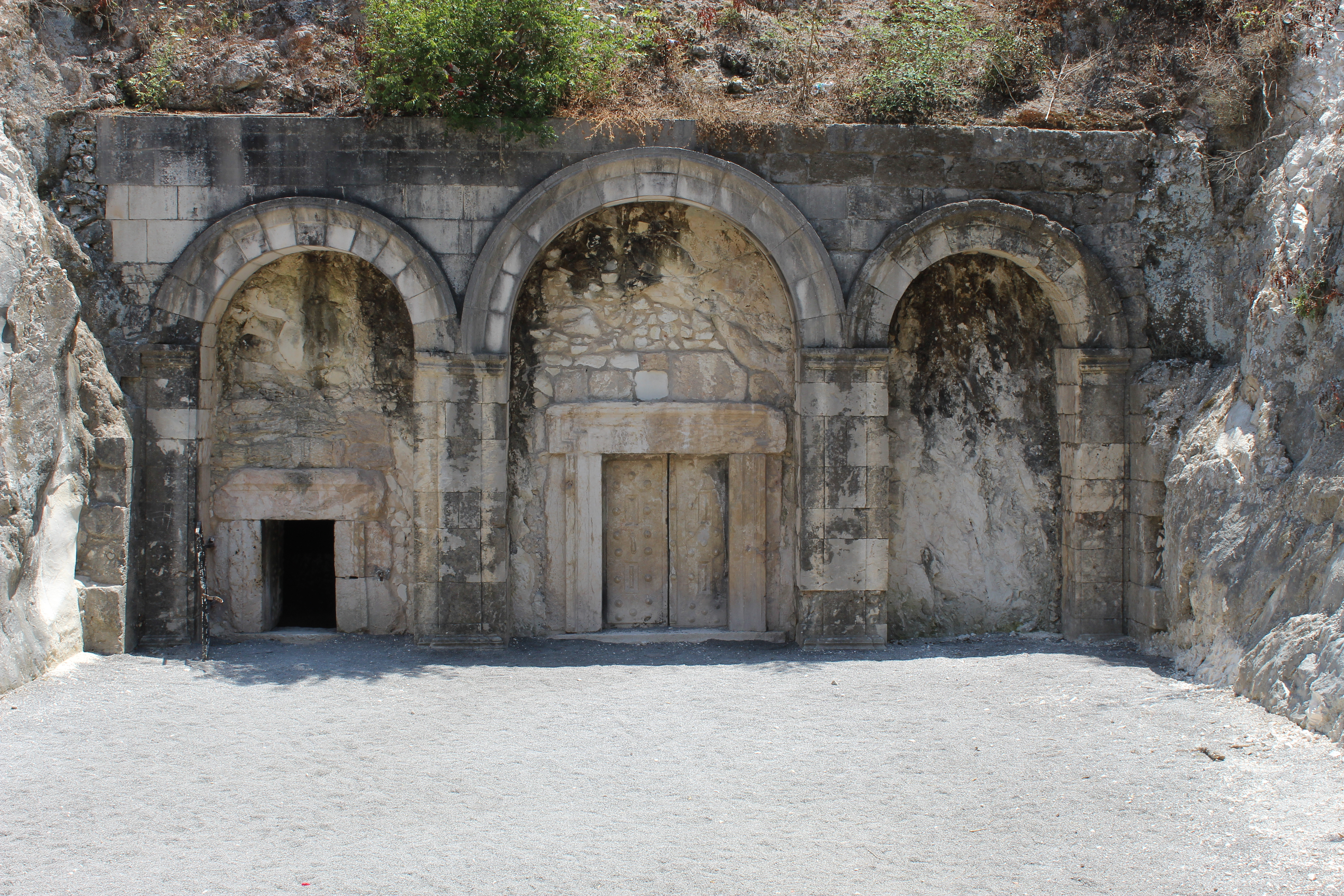
Catacumba n.º 14, a Caverna do Rabino Judá, o Príncipe em Beit Shearim.

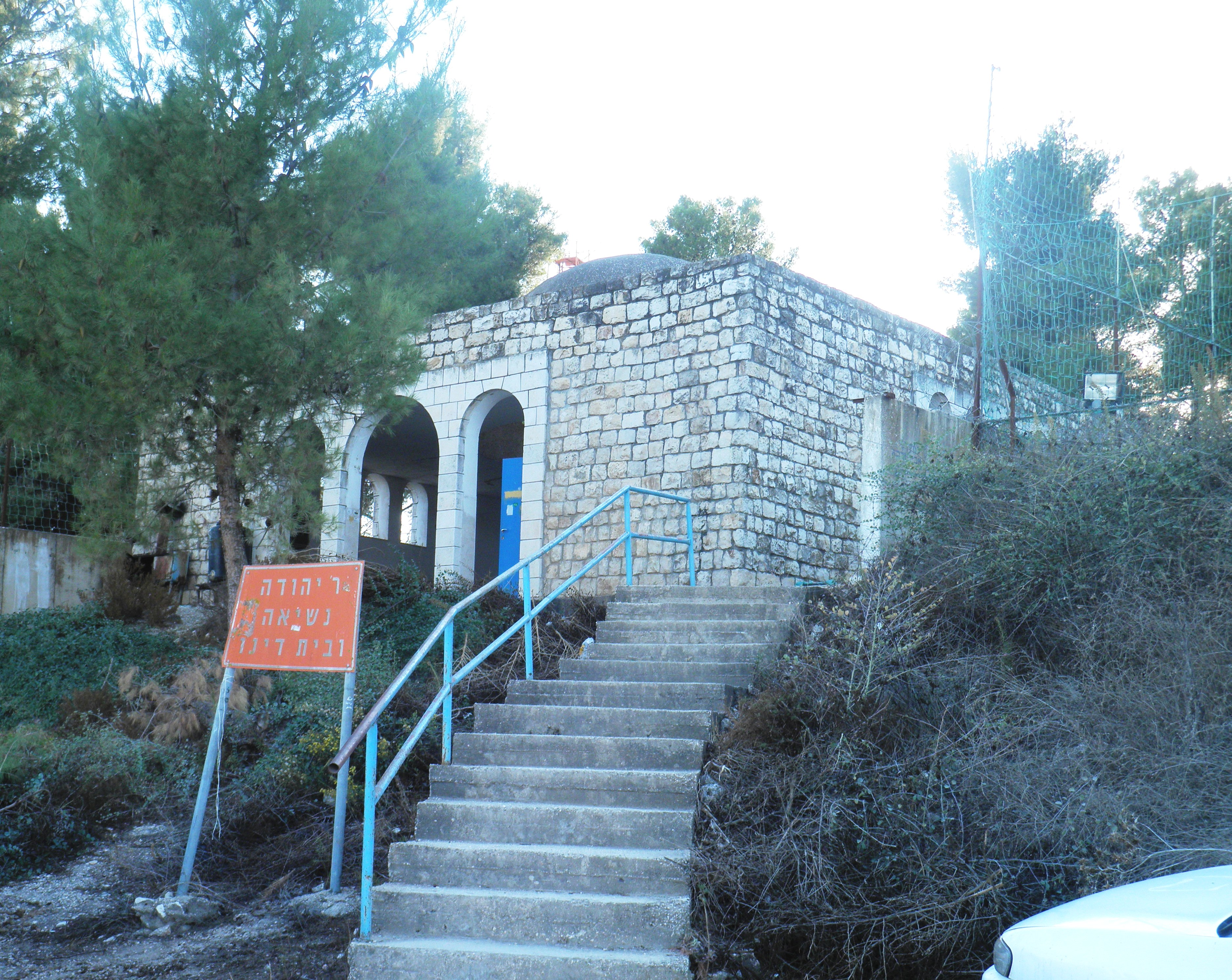
Tumba do rabino Judá II na montanha Jamnith.

- Judá, o Príncipe (170–220) – liderou de Bet Shearim, depois Séforis
- Gamaliel III (220–230)
- Judá II (230–270) – liderou de Séforis, depois Tiberíades. Este foi o último movimento do Sinédrio.
- Gamaliel IV (270–290)
- Judá III (290–320)
- Hillel II (320–365) – 320 é dado como a data tradicional para a codificação do Talmude de Jerusalém
- Gamaliel V (365–385)
- Judá IV (385–400) – em 395, o Império Romano se dividiu em leste e oeste e a Palestina passou para o Império Bizantino oriental.
- Gamaliel VI (400–425) – em 17 de outubro de 415, um decreto emitido pelos imperadores Honório e Teodósio II depôs Gamaliel VI como nasi. Teodósio não permitiu a nomeação de um sucessor e em 429 encerrou o patriarcado judeu.[7]

## Dinastia de Mar-Zutra III (século VI)
- Mar-Zutra III, (Casa de Davi - descendente de Jeconias) liderou de Tiberíades.
- Rav Gorya
- Mar-Zutra IIII
- Rav Jacob
- Rav Migas
- Rav Nehemiah
- Rav Avdimi

## Século VII
- Neemias ben Hushiel (615–617)

## Gaonato da Terra de Israel

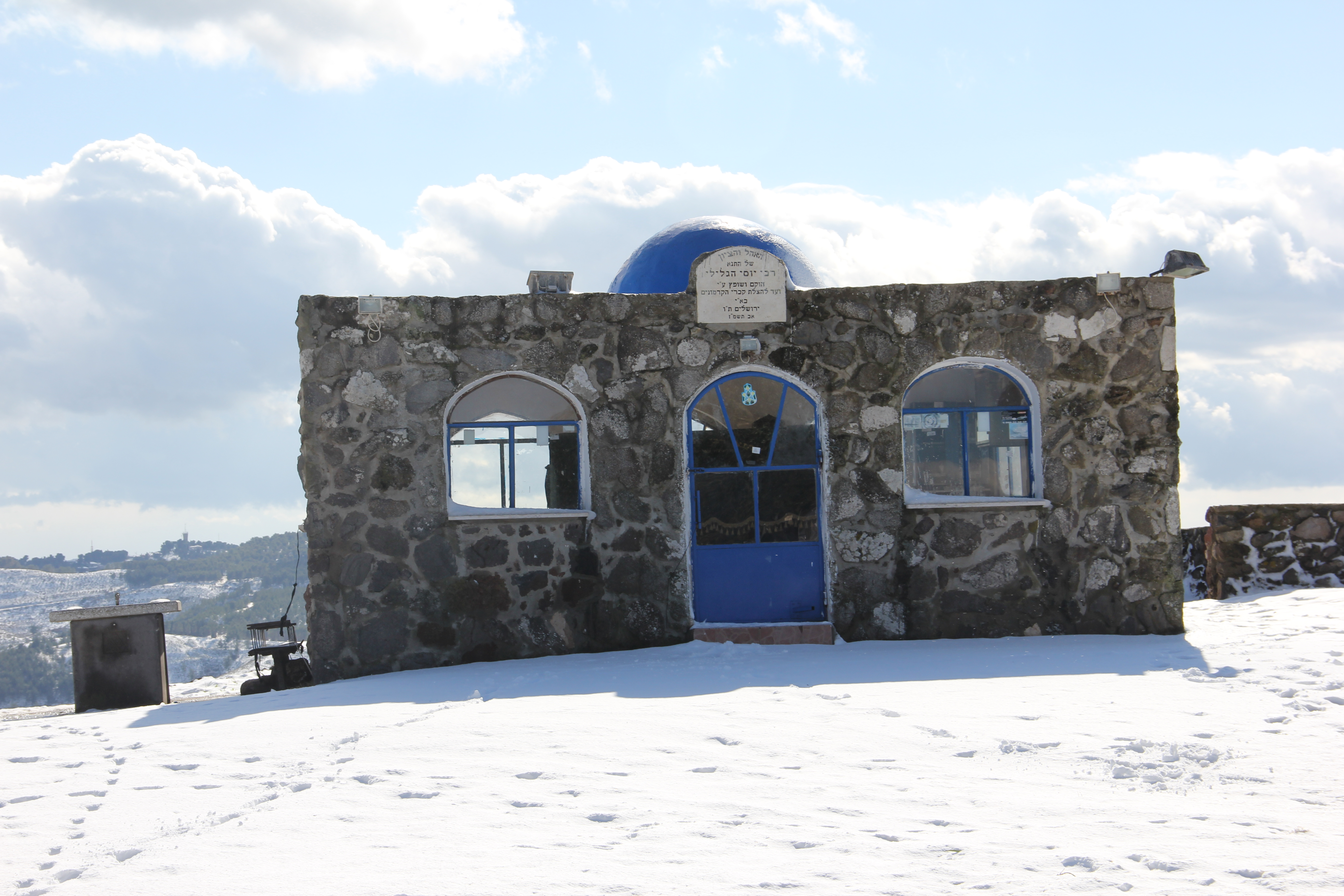
Tumba do Rabino José, o Galileu, onde o Rabino Eliyahu HaCohen Gaon foi enterrado mais tarde ao lado dele na montanha Dalton. A cerimônia de seu enterro ali é descrita no pergaminho Avitar.

O Gaonato da Terra de Israel (em hebraico: ישיבת ארץ ישראל‎, romanizado: Yeshivat Eretz Israel) foi a principal academia talmúdica e o corpo legalista central da comunidade judaica na Terra de Israel, até o século XI. Foi considerado a autoridade de liderança central dos judeus da Palestina (região), Síria, Líbano e Egito durante período Gueonim e como o sucessor da instituição do Sinédrio e, portanto, serviu como uma autoridade para os judeus da Diáspora também.
- Pinchas HaCohen (século VIII)
- Zemach ben Josiah
- Yehoshaphat ben Josiah, (nascido no século IX, descendente de Anan ben David)
- Aaron ben Meïr (920)
- Abraão ben Aaron ben Meïr (960) - Jerusalém.
- Yosef ben Menachem HaCohen Sjalemsi (990-1025) - Ramla.
- Shlomo ben Yehuda (1025-1051)
- Daniel ben Azariah (1051-1061)
- Eliyahu HaCohen (1062-1083)-  Jerusalém, Tiro
- Abiathar ben Elijah ha-Cohen (1084-1109)

## "Rishon LeZion" (século XVII-1918)

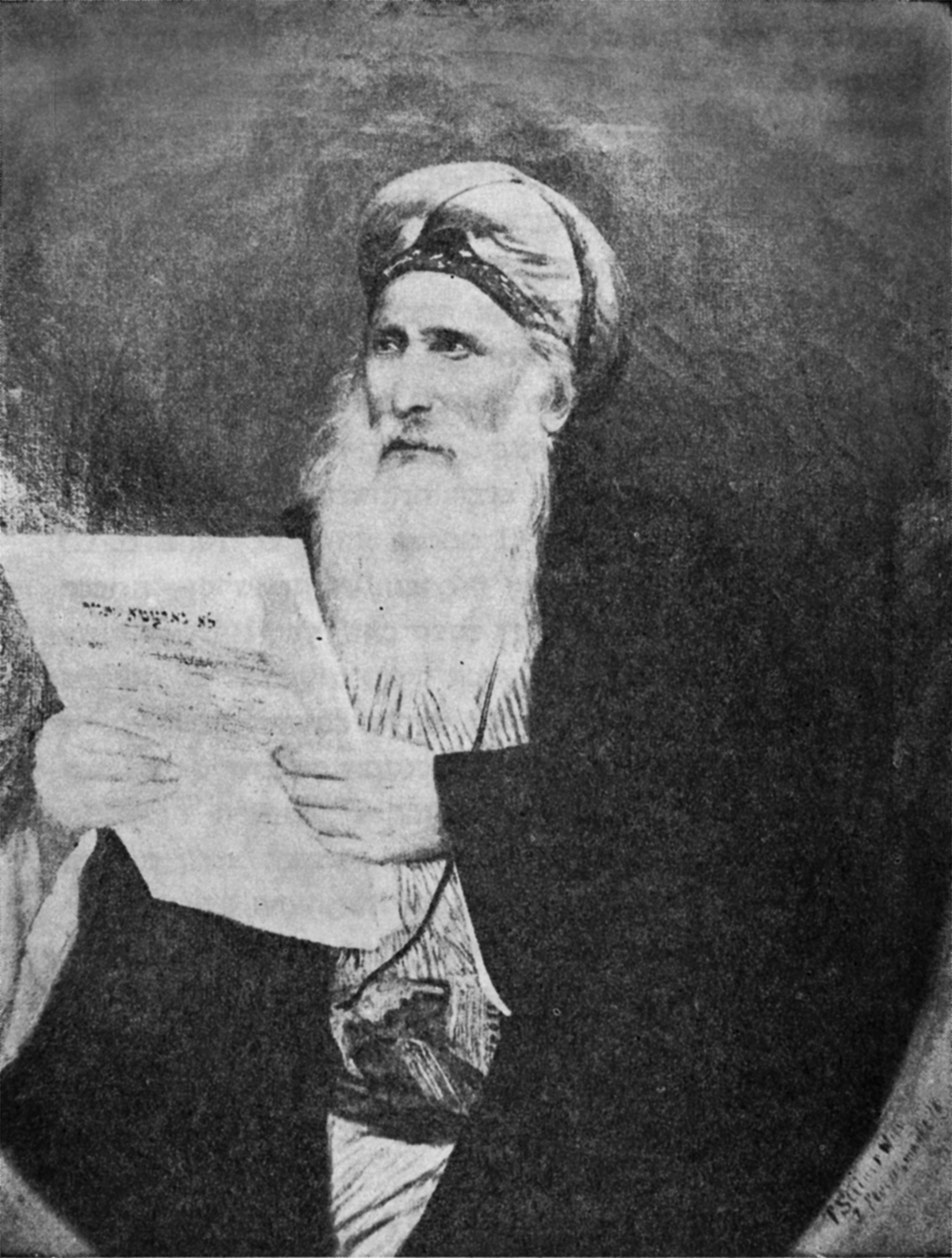
Rabino Raphael Meir Panigel, o 28.º "Rishon LeZion"

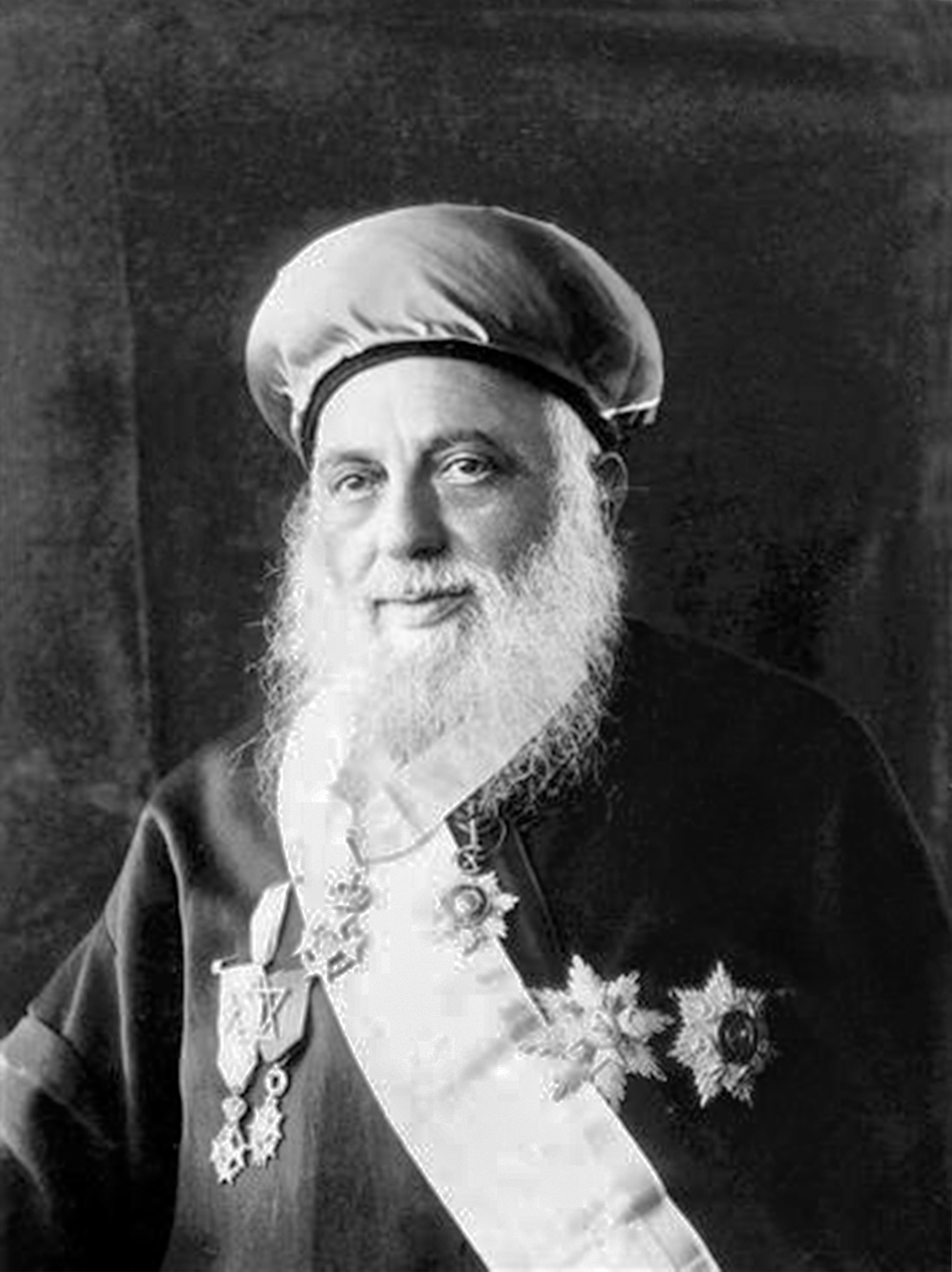
Rabino Yaakov Meir, o 30.º "Rishon LeZion".

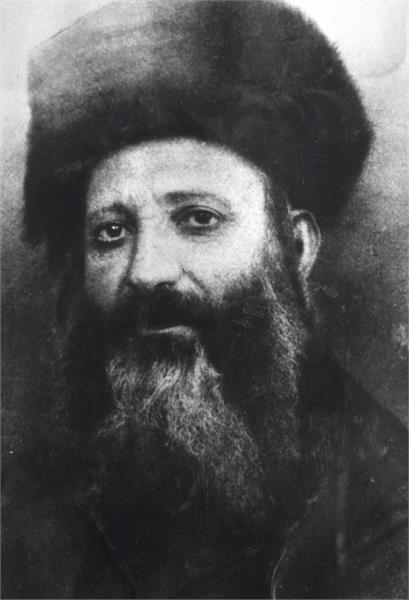
Rabino Abraão Isaac Kook, o primeiro Rabino-Chefe asquenaze do Mandato Britânico da Palestina.

Os rabinos serviram como líderes espirituais da comunidade sefardita na Terra de Israel a partir de meados do século XVII. O título hebraico para a posição era: "Harishon Leziyon" (literalmente "Primeiro de Sião") e era oficialmente reconhecido pelo Império Otomano que governava a região como Hakham Bashi - o nome turco otomano para o rabino-chefe da comunidade judaica da nação.
- Moshe ben Yonatan Galante (n. Safed)[b][c], Nomeado - (1664)[d]
- Moshe ibn Habib (n. Tessalônica), Nomeado - (1689)
- Abraham Rovigo (veio da Itália), Nomeado - (1702)
- Avraham ben David Yitzchaki (n. Jerusalém), Nomeado - (1715)
- Binyamin HaCohen maali (n. Ḥalab), Nomeado - (1722)
- Eliezer Ben Yaakov Nachum  (n. Esmirna), Nomeado - (c. 1730)
- Nissim Chaim Moshe Mizrachi (n. Jerusalém), Nomeado - (1745)
- Isaac HaKohen Rapoport (n. Jerusalém), Nomeado - (1749)
- Israel Yaakov Algazi (n. Esmirna), Nomeado - (c. 1754)
- Raphael Shmuel Meyuchas (n. Jerusalém), Nomeado - (1756)
- Chaim Raphael Avraham Ben Asher (n. Jerusalém), Nomeado - (1771)
- Yom Tov Algazi (n. Esmirna), Nomeado - (1773)
- Moshe Yosef Mordechai Meyuchas (n. Jerusalém), Nomeado - (1802)
- Yaakov Moshe Ayash al-Maghrebi (n. Argel), Nomeado - (1806)
- Yaakov Koral (1817) (n. Safed), Nomeado -
- Raphael Yosef Hazan (n. Esmirna), Nomeado - (1819)
- Yom-Tov Danon (1821) (n. Esmirna), Nomeado - (1821)
- Shlomo Moses Suzin (n. Jerusalém/Hebrom), Nomeado - (1824)
- Yonah Moshe Navon (n. Jerusalém), Nomeado - (1836)
- Yehuda Raphael Navon (n. Jerusalém), Nomeado - (1841)
- Avraham Haim Gaggin (n. Constantinopla), Nomeado - (1842)
- Yitzhak Kovo (n. Jerusalém), Nomeado - (1848)
- Haim Abulafia (n. Tiberíades), Nomeado - (1854)
- Haim Hazzan (n. Esmirna) (1860)
- Avraham Ashkenazi (n. Lárissa) (1869)
- Raphael Meir Panigel (n. Pazardzhik), Nomeado - (1880)
- Yaakov Shaul Elyashar (n. Safed), Nomeado - (1893)
- Yaakov Meir (n. Jerusalém), Nomeado - (1906)
- Eliyahu Moshe Panigel (n. Jerusalém), Nomeado - (1907)
- Nahman Batito  (n. Marraquexe), Nomeado - (1908)
- Moshe Yehuda Franco (n. Rodes), Nomeado - (1912)
- Nissim Danon (n. Jerusalém), Nomeado: 1915–1918. Em 1917, a Palestina foi conquistada pelos britânicos. Danon foi sucedido como rabino-chefe após a Primeira Guerra Mundial por Haim Moshe Elyashar (n. Jerusalém), que assumiu o título de Rabino-Chefe interino de 1918 a 1921. (Para uma lista de rabinos-chefes durante o Mandato e depois, veja Lista de rabinos-chefes de Israel e do Mandato da Palestina. Eles controlavam os assuntos religiosos enquanto o Conselho Nacional Judaico (Vaad Leumi) controlava os assuntos civis, conforme definido por uma Portaria Mandatária Britânica).

## Conselho Nacional Judaico (1917–1948)

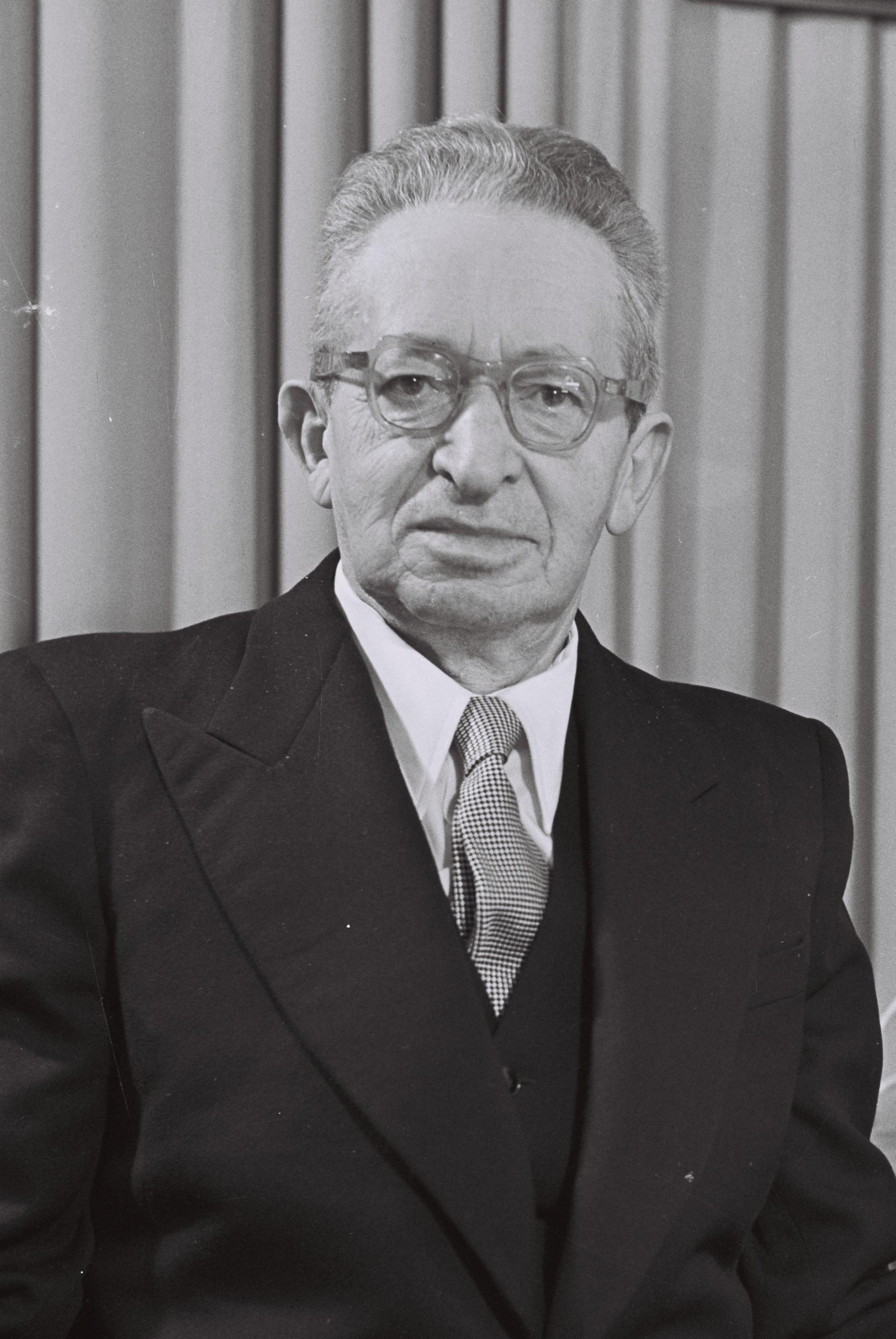
Yitzhak Ben-Zvi, presidente do Conselho Nacional Judaico, 1931–1948

A lista a seguir contém os presidentes eleitos do Conselho Nacional Judaico.
- Yaacov Thon (n. Ucrânia) 1917–1920 – chefe de um conselho provisório que precedeu a formação real do Vaad Leumi em 1920.
- David Yellin 1920–1929 (n. Jerusalém)
- Pinhas Rutenberg (n. Ucrânia) 1929–1931
- Yitzhak Ben-Zvi (n. Ucrânia) – eleito presidente nas eleições de 1931, ocupou o cargo até a independência em 1948. Em 1939, Pinhas Rutenberg foi, mais uma vez, nomeado presidente do Va'ad enquanto Ben Zvi se tornou Presidente. Ele ocupou esse cargo até sua morte em 1942. Nas eleições de 1944, *David Remez (n. Ucrânia), foi eleito presidente enquanto ben Zvi continuou com o título de Presidente.

## Estado de Israel (1948–atualmente)

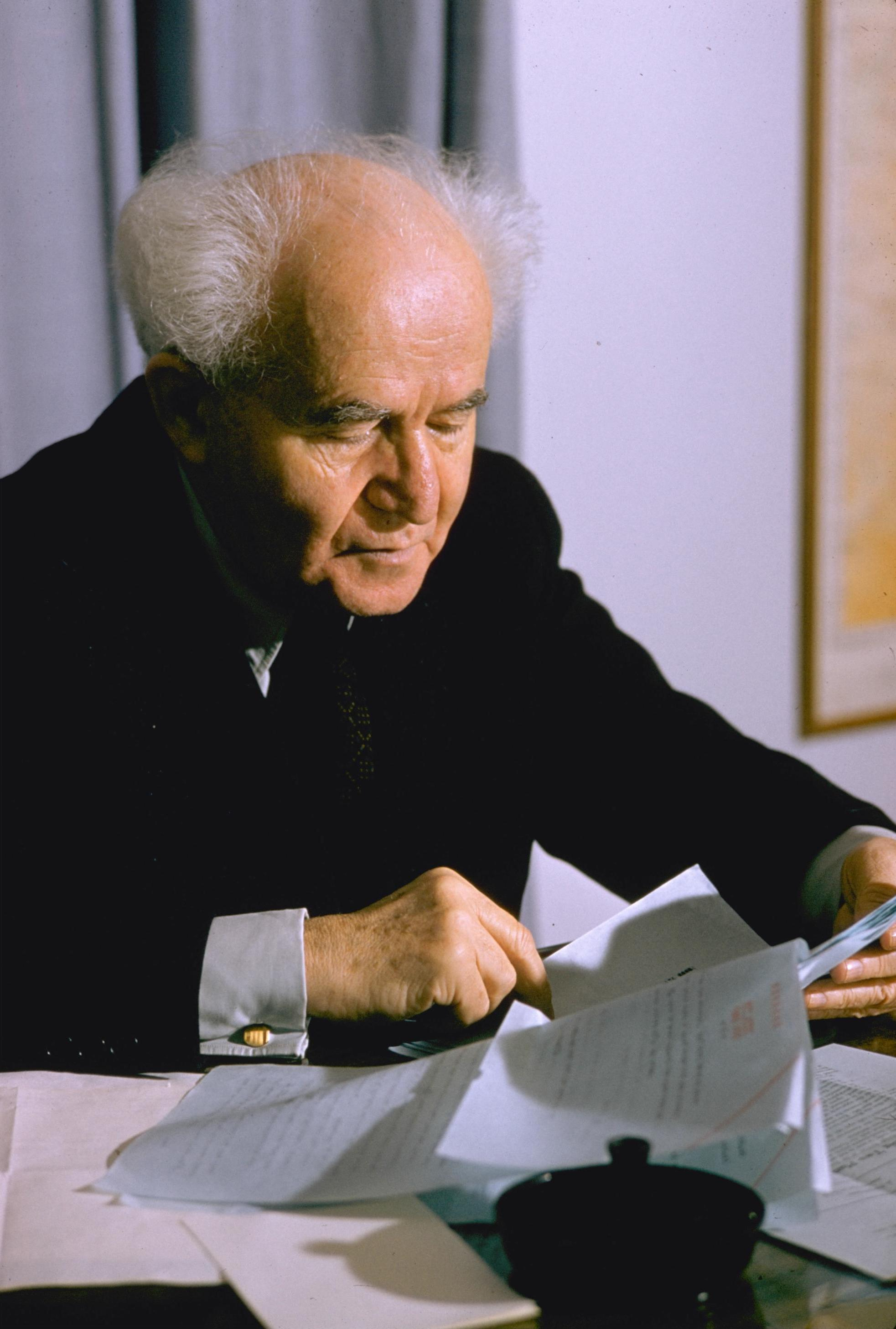
David Ben-Gurion, o primeiro primeiro-ministro de Israel a assumir em 1948.

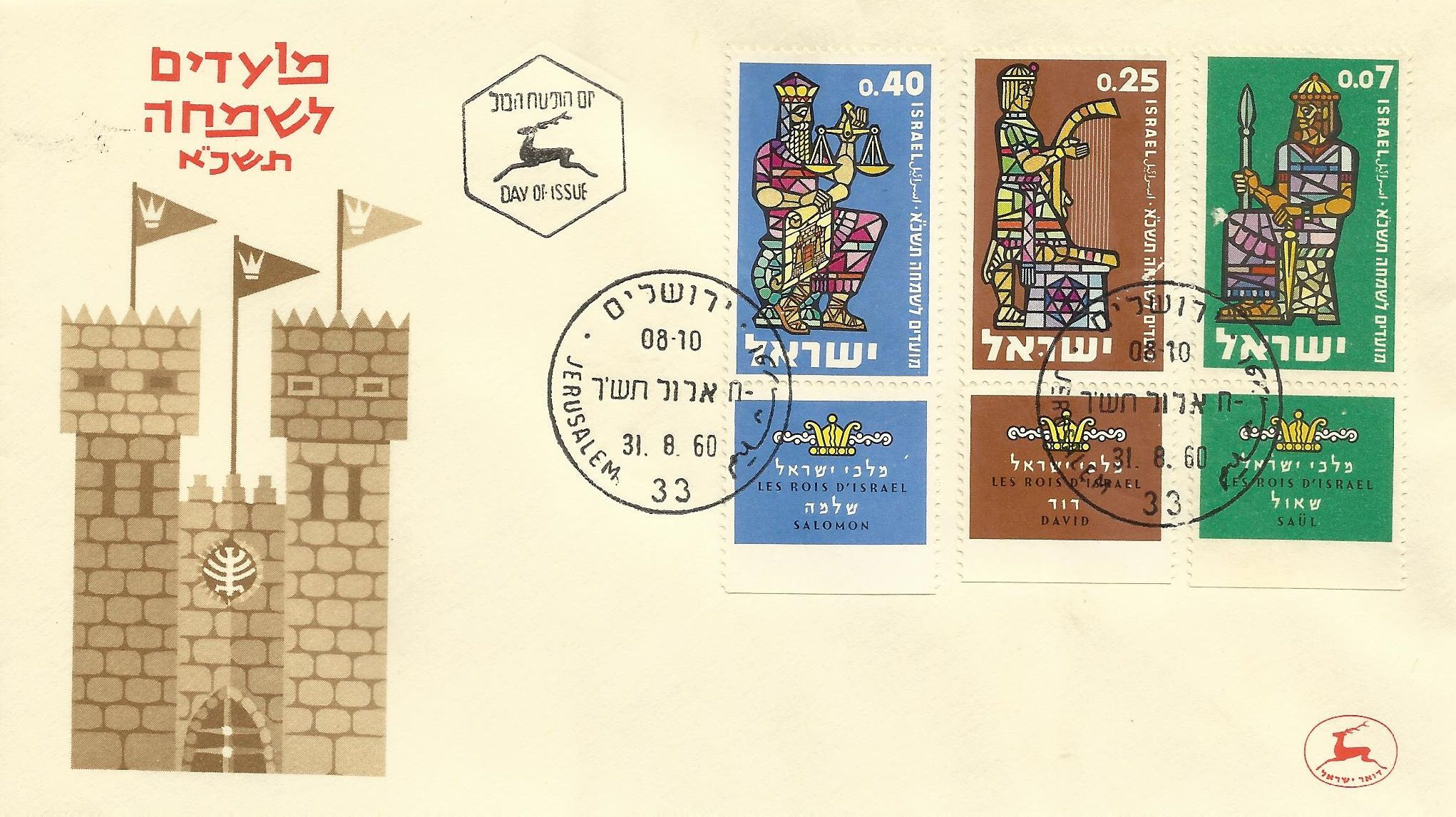
Selo de primeiro dia - A série de selos de 1960 para ocasiões alegres, incluindo os antigos reis de Israel: Saul, Davi e Salomão.

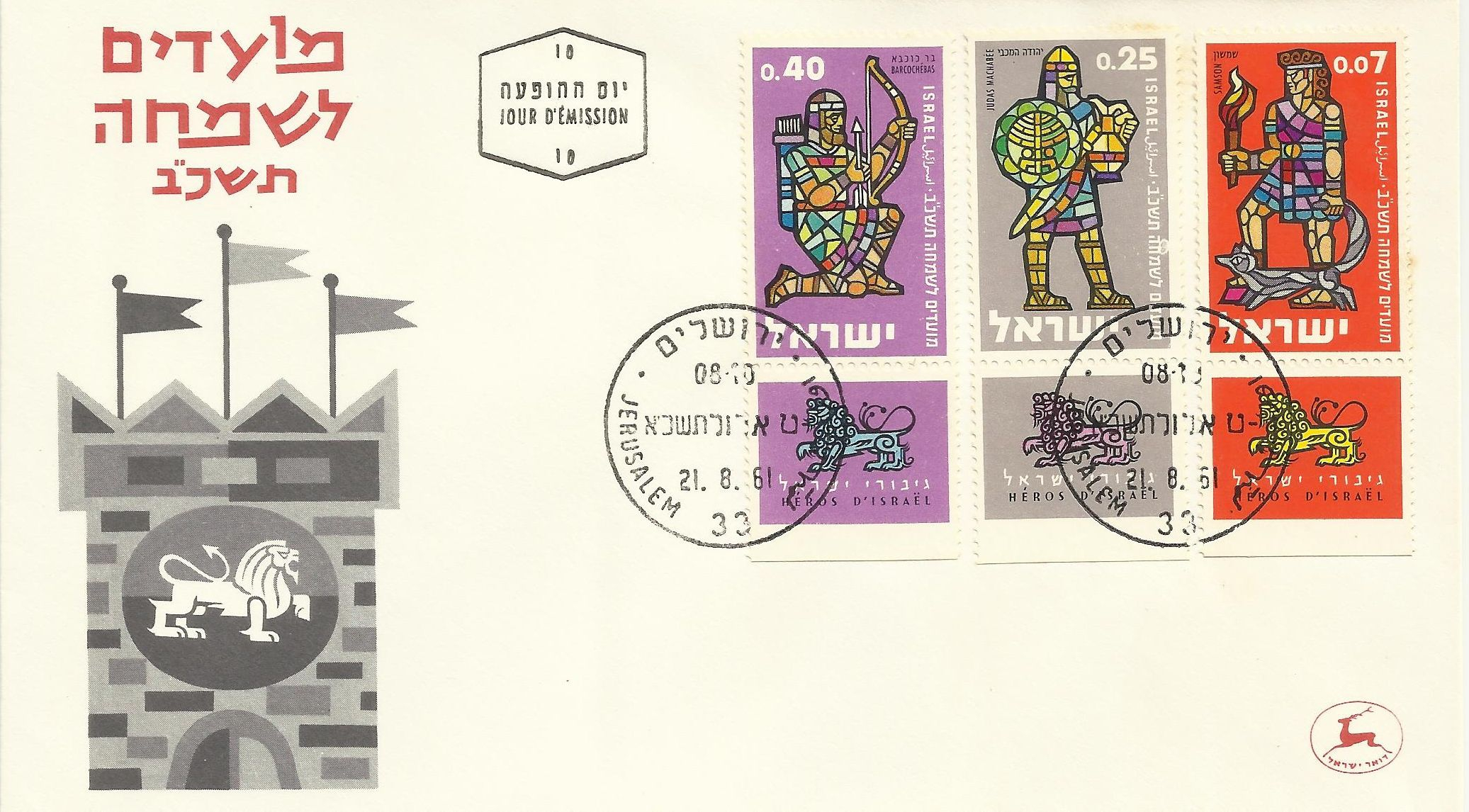
Selo de primeiro dia - A série de selos de 1961 para ocasiões alegres, incluindo antigos heróis de Israel: Sansão, Judas Macabeu e Barcoquebas.

- David Ben-Gurion (nascido na Polônia, então Império Russo) 1948–1953, 1955–1963
- Moshe Sharett (n. Ucrânia, então Império Russo) 1953–1955
- Levi Eshkol (n. Ucrânia, então Império Russo) 1963–1969
- Golda Meir que veio da Ucrânia através dos Estados Unidos 1969–1974
- Yitzhak Rabin (n. Mandato Britânico da Palestina) 1974–1977, 1992–1995
- Menachem Begin (n. Bielorrússia, então Império Russo) 1977–1983
- Yitzhak Shamir (n. Polônia, então Império Russo) 1983–1984, 1986–1992
- Shimon Peres (n. Polônia, então Império Russo) 1984–1986, 1995–1996
- Ehud Barak (n. Mandato Britânico da Palestina) 1999–2001
- Ariel Sharon (n. Mandato Britânico da Palestina) 2001–2006
- Ehud Olmert (n. Mandato Britânico da Palestina) 2006–2009
- Naftali Bennett (n. Israel) 2021–2022
- Yair Lapid (n. Israel) 2022
- Benjamin Netanyahu (n. Israel) 1996–1999, 2009–2021, 2022–atualmente